# Mafia Sicilia

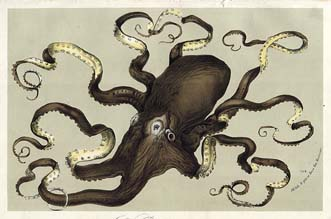
Biểu tượng tiêu biểu của Mafia con bạch tuộc: ngay cả khi mất đầu thì các xúc tu của nó vẫn hoạt động bên ngoài.

Mafia (còn có tên Cosa Nostra) là một tổ chức tội phạm bí mật của người Sicilia được hình thành vào giữa thế kỉ 19 tại vùng đảo Sicilia thuộc Ý. Một trong những bộ phận hậu duệ của nó xuất hiện ở vùng ven biển miền đông Hoa Kỳ và Úc, được du nhập cùng với làn sóng di cư của người Sicilia và các cư dân khác thuộc miền nam của Ý. Ở Bắc Mỹ, Mafia dùng để chỉ các tổ chức tội phạm của Ý nói chung, chứ không hẳn là chỉ giới tội phạm của riêng cộng đồng Sicilia. Theo nhà sử học Paolo Pezzino "Mafia là một tổ chức tội phạm không những chỉ hoạt động trong một số lĩnh vực bất hợp pháp; mà còn là một tổ chức đa chức năng như là một thế lực của một vùng, một khu vực nhất định...".
Cosa Nostra là một liên minh không chặt chẽ của hàng trăm nhóm Mafia, còn được gọi là gia đình. Mỗi tổ chức này có quyền kiểm soát một vùng lãnh thổ riêng, thường là một thị trấn, một làng hay một vùng của một thành phố lớn và thường không có nhiều các hoạt động xâm lấn hay bạo lực giữa các địa bàn hoạt động của nhau. Qua thời gian cơ cấu tổ chức của các gia đình hình thành nên dạng liên minh vừa giữ quyền lực trung tâm vừa có các tổ chức bộ phận và Cosa Nostra được hình thành từ cuối những năm 1950.
Một số nhà quan sát cho rằng, Mafia chỉ là những dấu hiệu đặc trưng có nguồn gốc văn hoá như là "lối sống". Khi giải thích về Mafia, nhà dân tộc học người Sicilia Giuseppe Pitrè cho rằng: "Mafia theo quan niệm thông thường nói rộng ra, đây là một lực lượng đứng ra phán xử những mâu thuẫn, xung đột, quyền lợi hay những quan điểm khác nhau".
Nhiều người Sicilia không nhất trí về quan niệm mang tính tội phạm của các nhân vật trên, nhưng đều nhất trí rằng đây là một tổ chức hình thành để bảo vệ những người nghèo hèn trong xã hội. Cuối những năm 1950, trên bia mộ của một thủ lĩnh huyền thoại Mafia là Villalba Calogero Vizzini có ghi hàng chữ: "Ông là một Mafia; tuy phạm tội nhưng ông cũng rất tôn trọng pháp luật, bảo vệ lẽ phải và là một nhân cách vĩ đại. Đó là con người đáng kính". Ở đây Mafia có nghĩa là niềm kiêu hãnh, niềm vinh dự hay thậm chí là trách nhiệm xã hội như: quan điểm, chứ không phải một tổ chức. Tương tự như vậy, vào năm 1925, chủ tịch hạ viện Ý, ngài Vittorio Emanuele Orlando xuất hiện trước quốc hội và ông rất hãnh diện với tên gọi mafioso (thành viên của Mafia), vì từ này có hàm ý là danh giá, quý phái và hào phóng.

## Từ nguyên
Có một số giả thuyết về nguồn gốc của từ này. Theo tiếng Sicilia, tính từ mafiusu có lẽ vay mượn từ gốc Arập là mahyas có nghĩa là " ba hoa, hiếu chiến" hay marfud có nghĩa là "đồ bỏ đi". Đại khái được dịch theo nghĩa chung là " thái độ nghênh ngang" hay cả nghĩa " tính gan dạ, anh hùng". Khi liên hệ với một người, theo ý kiến của nhà nghiên cứu Diego Gambetta, mafiusu vào thế kỉ 19 ở Sicilia được hiểu theo các nghĩa là: sự ức hiếp, tính kiêu ngạo, can đảm, mạnh dạn, kiêu hãnh.
Theo nhà dân tộc học người Sicilia Giuseppe Pitrè, mối liên hệ của từ này với những băng đảng tội phạm bí mật mới hình thành ở Sicilia và Ý mới chỉ sau này. Vì thế nguồn gốc từ Mafia mang tính chất hoang đường, lỏng lẻo và rất khó giải thích cặn kẽ. Thuật ngữ "Mafia" sau này được dùng trong cộng đồng Ý như đã nêu trên quả là một hiện tượng kỳ lạ. Từ "Mafia" xuất hiện lần đầu tiên trên công luận vào năm 1865 trong bản báo cáo của quận trưởng thị trấn Palermo ngài Filippo Antonio Gualterio. Leopoldo Franchetti, một quan chức chính phủ Ý tới Sicilia và đã viết một báo cáo cặn kẽ nhất về Mafia vào năm 1876. Ông coi Mafia là "tổ chức bạo lực" và mô tả cấu trúc của Mafia như sau: "Mafia chắc chắn là một hệ thống bạo lực chỉ có điều gọi nó như thế nào và xem nó có ảnh hưởng tới tính chất xã hội cũng như vai trò của nó đối với Sicilia như thế nào thôi. Chúng còn có một số tên gọi biến tướng ở những vùng khác nhau nữa". Ông cho rằng, Mafia ăn sâu bén rễ vào đời sống xã hội của Sicilia và nếu không dập tắt được nó, thì những kiến trúc xã hội của vùng đảo phía nam này sẽ bị nó lấn át.

### Tên đích thực: Cosa Nostra
Theo một số thành viên của Mafia thì tên đích thực của Mafia là Cosa Nostra (của chúng ta). Theo tên Mafia đào tẩu Tommaso Buscetta thì từ "Mafia" là sự hư cấu mang tính văn chương. Những tên Mafia đào tẩu khác như Antonio Calderone và Salvatore Contorno cũng nói tương tự. Theo họ, tên thật sự của tổ chức này là "Cosa Nostra". Đối với một người, niềm vinh hạnh đứng trong tổ chức này thì không cần đặt tên cho nó. Các thành viên của Mafia giới thiệu với nhau hay các thành viên khác thuộc về "Cosa Nostra" (việc của chúng ta) hay la stessa cosa (việc giống nhau). Có nghĩa là "anh ta cũng giống như thế, đều là thành viên của Mafia, như anh thôi". Chỉ có những người ngoài thế giới Mafia mới cần tên để gọi chúng, sau đó viết hoa thành "Cosa Nostra".
Cosa Nostra được dùng lần đầu tiên vào năm 1960 ở Mỹ, do một tên là thành viên của Mafia nhưng sau đó ra toà làm nhân chứng. Cũng trong thời gian đó, nó trở thành tên riêng được FBI sử dụng và được các phương tiện thông tin đại chúng phổ biến rộng rãi. Sau đó thuật ngữ này được sử dụng khắp nơi thay thế cho tên gọi Mafia trước đây. Thậm chí FBI còn đề xướng một cách gọi là "La Cosa Nostra", trong tiếng Ý từ "la" được dùng như một mạo từ đứng trước danh từ Mafia, tương tự như "a, the" trong tiếng Anh.

#### Những tên khác
Trong lịch sử, Mafia mang nhiều tên khác nhau, như: xã hội danh giá. Các thành viên của Mafia cũng tự gọi họ là những con người danh giá.

## Nghi thức của Cosa Nostra Sicilia
Một nghi thức hướng tới hình thành của hầu hết mọi gia đình Mafia là khi thành viên tập hợp thành một hội và sau đó trở thành một đội quân. Theo sự mô tả của Tommaso Buscetta, người bị thẩm phán Giovanni Falcone chất vấn, thì một thành viên mới gia nhập phải có ít nhất "ba người bảo lãnh" (có uy tín) của gia đình Mafia và người già nhất cảnh báo với anh ta là vào "nhà này" tức là phải bảo vệ những người yếu chống lại những kẻ mạnh; sau đó anh ta được chọc kim vào đầu ngón tay cho máu nhỏ xuống một bức hình, thường là tượng thánh để làm lễ tuyên thệ. Bức hình này được đặt trong lòng bàn tay của người mới gia nhập và châm vào lửa; khi hình cháy hết anh ta bắt đầu lời thề sẽ trung thành với luật lệ của Cosa Nostra, với lời trang trọng "máu thịt tôi sẽ chảy như bức hình này nếu tôi không giữ trọn lời thề của mình". Joseph Valachi là người đầu tiên nói lên điều đó trước toà. Ở Sicilia cũng có một điều luật im lặng gọi là omertà, cấm tất cả mọi người đàn ông bình thường, phụ nữ, trẻ em hợp tác với bất cứ một cảnh sát hay quan chức chính quyền nào, bằng không sẽ chết.

## Lịch sử Cosa Nostra Sicilia